# خواکین کوردرو
خواکین کوردرو (اسپانیایی: Joaquín Cordero‎؛ ۱۶ اوت ۱۹۲۲ – ۱۹ فوریهٔ ۲۰۱۳) بازیگر اهل مکزیک بود. وی بین سال‌های ۱۹۴۴ تا ۲۰۱۰ میلادی فعالیت می‌کرد.
از فیلم‌ها یا برنامه‌های تلویزیونی که وی در آن نقش داشته است، می‌توان به گناه و چهره فرشته کوچک اشاره کرد.